# Claver Szent Péter
Claver Szent Péter (spanyolul: Pedro Claver y Corberó, katalánul: Pere Claver i Corberó) (Verdú, 1580. június 25. – Cargagena, 1654. szeptember 8.) szentté avatott jezsuita szerzetespap, az afroamerikaiak között végzett missziók védőszentje.

## Fiatalkora
Juan Pedro Claver 1580-ban született, a mai Spanyolország területén található Verdú településen, mélyen vallásos földműves családban. Édesanyját 13 évesen veszítette el, majd nem sokkal később kezdte meg teológiai tanulmányait az akkori Vichi-i püspöktől Pedro Jaime tanítványaként. Tőle kapta meg a papi rendhez tartozás akkori jeleként a tonzúrát. A barcelonai egyetemen folytatott tanulmányai után 1602. augusztus 7-én kérte felvételét a Jézus Társaságába. Novíciusát Tarragonában végezte, majd fogadalmát 1604. augusztus 8-án tette le. Elöljárói felismerve átlagot meghaladó értelmességét tanulmányai folytatására Mallorcára küldték. Itt ismerkedett meg az akkor nyolcvanéves szerzetessel Rodriguez Szent Alfonzzal, akinek lelki tanítványa lett. Tőle tanulta meg a legnagyobb hősiességet kívánó szentség kemény és szeretettől áthatott útját.
Huszonnyolc évesen visszatért Tarragonába, s ekkor kérelmezte, hogy Nuevo Reino de Tierra Firmébe (Új-Granada egy része a mai Kolumbia északi táján) mehessen misszionáriusnak. Ezt tanulmányai végeztével engedélyezték számára, majd 1610. április 15-én Sevillából indult el Amerikába.

## Misszionáriusként
Pedro Claver hamar felismerte misszionáriusként életcélját, mégpedig hogy az Evangéliumot hirdesse a néger rabszolgák között.
Nagyjából fél évszázaddal korábban Bartolomé de las Casas (1474–1566) domonkos rendi szerzetes javaslatára az őslakosokat  mentesítették a kényszermunka végzése alól, és őket, az akkor emberszámba sem vett néger rabszolgákkal pótolták. Francisco Jiménez de Cisneros (1436-1517) bíboros támogatására a spanyol korona néger rabszolgákat küldött Amerikába az őslakosok pótlására.
Az első egyházi személy, aki fontosnak tartotta a négerek lelki gondozását Alonso de Sandoval atya volt. Az ő hatására kezdett el Pedro Claver a négerekkel foglalkozni. Bár Claver - alázatosságból - nem kérte a pappá szentelését Sadoval atya hatására és rábeszélésére 1616-ban felszenteltette magát áldozópapnak. Szentelésére a jezsuita rend akkori generálisa, Muzio Vitelleschi (1563-1645) elismeréssel nyilatkozott missziós tevékenységéről: "A négerek lelki segítéséért és oktatásáért vállalt gond... olyan feladat, amelyet nagyra becsülök és nagyon dicséretesnek tekintek."
Claver az akkori legnagyobb kikötővárosban Cartagenaban telepedett le, ott egy kis cellát választott magának a jezsuita kollégium kapuja mellett, hogy minden odaérkező színes bőrűnek a rendelkezésére állhasson. Tevékenységét mind az afroamerikaiak, mind pedig a település más lakói tisztelettel figyelték. Elterjedt mondás volt, hogy ,"Claver atyának voltaképpen négernek kell lennie, mert egy fehér sohasem szeretett volna minket ennyire."
Különösen gondja volt, hogy az érkező hajók betegeit gondozza, mind testileg, mind pedig lelkileg. Keresztelési naplója szerint több, mint harmincezer személyt keresztelt meg. Minden megkereszteltnek adott egy érmet, melyet a nyakában viselhetett, s ez alapján meg lehetett állapítani, hogy keresztény.
1620-ban fogadalmat tett, hogy a rabszolgák örökös rabszolgája lesz (Petrus Claver, Aethiopum semper servus). A megkereszteltekre később is gondja volt, lehetőségei szerint gondoskodott hitoktatásukról. Ezt a tevékenységet harmincnégy évig végezte.
Élete vége felé alig aludt, vezeklő gyakorlatokat végzett vagy szemlélődött. Misztikus volt, de egyben a feketék apostola lett. Hetvenévesen sem csökkent nagy tettereje; mindig kész volt a határozott beavatkozásra s a nehézségek gyors megoldására. 1651-ben betegeskedni kezdett; le kellett mondania apostoli tevékenységéről.
Hosszas szenvedés után 1654. szeptember 8-án halt meg.

## Tisztelete
1850. július 20-án avatták boldoggá, 1888. január 15-én - tanítójával, Alonso Rodriguezzel együtt - XIII. Leó pápa szentté avatta. 1896. július 7-én pedig ugyanez a pápa az egész néger misszió védőszentjévé tette. Ünnepnapja szeptember 9-én van.

## Fordítás
- Ez a szócikk részben vagy egészben  a   Peter Claver című angol Wikipédia-szócikk fordításán alapul.  Az eredeti cikk szerkesztőit annak laptörténete sorolja fel. Ez a jelzés csupán a megfogalmazás eredetét és a szerzői jogokat jelzi, nem szolgál a cikkben szereplő információk forrásmegjelöléseként.